# Via del Sale
De Via del Sale is een weg die ten oosten van de Tendapas kronkelt over de bergkam die de grens vormt tussen Italië en Frankrijk. Het gaat om een oude militaire weg die dateert uit de 16de eeuw. De weg is bedekt met steenslag en is amper berijdbaar met een auto; het wegdek is geschikter voor motorfietsen en mountainbikes.
De naam verwijst naar de vier zouttrajecten waarlangs tijdens de 14de en de 15de eeuw zout, met bootjes aangevoerd uit Hyères, vanuit Nice met muilezels over de bergkammen werd vervoerd naar Turijn. Een van die zouttrajecten liep over de Tendapas.
De Via del Sale loopt vanaf de Tendapas door de volgende passen:
- Colle Campanino (2142 m)
- Colle della Perla (2085 m)
- Colle della Boaria (2105 m)
- Colle del Lago Dei Signori (2130 m)
- Colle delle Selle Vecchie (2097 m)

De route voert door een droog karstgebergte, dat amper begroeid is. De Colle del Lago dei Signori is vernoemd naar een inmiddels uitgedroogd meer. Na de Colle delle Selle Vecchie daalt de weg snel af door het Parco Regionale dell'Alta Valle Pesio e Tanaro. Bij Piaggia begint de geasfalteerde weg naar Monesi. Hier kan men kiezen om de nog minder begaanbare weg te berijden naar de 2042 meter hoge Passo di Tanarello, die kort bij de berg Sacarello (2200 meter) ligt. De laatste is getooid met een enorm Jezusbeeld. Het panorama daar van reikt op heldere dagen tot de Middellandse Zee.
Agnello · Aprica · Assietta · Baremone · Brenner · Brocon · Cadibona · Capannelle · Campolongo · Costalunga · Croce Dominii · Cuvignone · Duran · Esischie · Falzarego · Fauniera · Fedaia · Finestre · Forcola di Livigno · Foscagno · Gardena · Gavia · Giau · Giogo di Bala · Grote Sint-Bernhard · Jaufen · Joux · Kleine Sint-Bernhard · Lavaze · Leonessa · Lombarda · Maddalena · Manghen · Maniva · Mendel · Montgenèvre · Mont-Cenis · Monte Cristo · Mortirolo · Nigra · Nivolet · Penser Joch · Platigliolepas · Pfitscherjoch · Plöcken · Pordoi · Pratoriscio · Predil · Presolana · Reschen · Rolle · Sampeyre · San Carlo · San Marco · San Pellegrino · San Zeno · Scale · Sella · Sestriere · Sommeiller · Splügen · Staller Sattel · Staulanza · Stelvio · Tenda · Timmelsjoch · Tonale · Tre Croci · Tremalzo · Umbrail · Val Bighera · Valcavera · Valles · Valparola · Via del Sale · Vivione · Würz